# Almindelig oldenborre
Almindelig Oldenborre (Melolontha melolontha) er en bille i familien torbister og i slægten oldenborrer (Melolontha). Oldenborrer er også kendt som brumbasser grundet deres meget karakteristiske, dybe brummen under flyvning. Almindelig oldenborre er hjemmehørende i Europa. Der er en række andre morfologisk lignende arter af Melontha, som også kaldes oldenborrer, fx Sortrandet Oldenborre (Melolontha hippocastani).

## Udseende
Almindelig Oldenborre er en stor og kraftig torbist, som bliver 25-30 mm i længde . Den har rødbrune dækvinger, sort forkrop (bryst / thorax) og forholdsvist markante antenner, som er størst hos hannen.